# Gran Lògia Simbòlica Espanyola
La Gran Lògia Simbòlica Espanyola (GLSE) és una de les principals Obediències maçòniques (organitzacions que integren a diverses Lògies) existents a Espanya. Pertany al conjunt d'Obediències integrades a CLIPSAS, i es defineix com a Obediència mixta o igualitària, lliberal i adogmàtica. Forma part de la Unió Maçònica del Mediterrani, l'Aliança Maçònica Europea (AME), la COMALACE (Contribució a la Construcció Europea) i l'Espai Maçònic d'Espanya (EME)

## Definició
La GLSE pertany a la tradició francesa o continental de la Maçoneria mundial. Es diferencia de la tradició anglesa, que es diu a si mateixa “maçoneria regular”, en que aquesta última obliga als maçons a creure en un déu revelat i en la immortalitat de l'ànima, i no permet l'accés a les dones. La GLSE, com d'altres moltes organitzacions maçòniques de tot el món, no assumeix ninguna d'aquestes dues condicions. La seva condició de mixta o igualitària vol dir que, en nom del principi essencial de la Igualtat, acull en les seves Lògies tant a homes com a dones sense la més mínima diferència ni en drets ni en obligacions. El terme lliberal, en aquest context, significa que a la GLSE no existeixen càrrecs vitalicis: tots els seus representants son escollits lliurement per tots els maçons i maçones per a un període fixat que tan sols pot renovar-se una vegada. El adogmatisme, que procedeix també de la tradició de la Maçoneria continental europea, implica que la GLSE no exigeix als seus membres que siguin teistes ni deistes: considera que les creences religioses, o l'absència de creences, pertanyen al pensament íntim de cada maçó. Així doncs, comparteix el principi del laïcisme segons el qual ningú ha d'imposar les seves creences als altres i considera que és essencial la defensa d'un espai de convivència civil i comú a tots en el que totes aquestes creences, o la falta d'elles, puguin coexistir en peu d'igualtat, en plena llibertat i sense el menor privilegi per a ningú. La GLSE deixa a la lliure interpretació dels seus membres la figura del Gran Arquitecte de l'Univers.
La GLSE, a més de pertànyer a CLIPSAS, forma part de l'Unió Maçònica del Mediterrani (UMM), de l'Aliança Maçònica Europea (AME), de COMALACE (Contribution des Obédiences Maçonniques Libérales et Adogmatiques à la Construction Européenne) y es fundadora de l'Espai Maçònic d'Espanya (EME).

## Història
Després de la dictadura franquista, la Maçoneria tornà a ser legal a Espanya el 19 de maig de 1979, gràcies a una sentència de l'Audiència Nacional. Aquesta sentència anul·lava una resolució del Ministeri de l'Interior (dirigit per Rodolfo Martín Villa) que pretenia mantindre a la Maçoneria a la clandestinitat.
La Gran Lògia Simbòlica Espanyola es fundà a l'any següent, el 15 de maig de 1980. Es va constituir a Barcelona, amb seu al carrer d'Avinyó. Va prendre el seu nom d'una altra Obediència nascuda a Catalunya el 1920. La GLSE va néixer com una federació de Lògies masculines, dipositària i representant dels senyals d'identitat i els ideals de la Francmaçoneria històrica espanyola, al recollir els principis del Grande Oriente Español, federació pràcticament extingida sota la persecució que va patir durant la dictadura franquista.
Com havia succeït a Londres 263 anys abans, van integrar la GLSE Lògies que ja havien començat a funcionar clandestinament inclús abans de la mort del dictador Franco. Alguns dels primers promotors venien de l'exili europeu i americà. Algunes de les primeres Lògies van ser Minerva-Lleialtat, de Barcelona, creada al febrer de 1977; també Justícia, a la mateixa ciutat, i molt aviat Hermes-Tolerancia, a Madrid. El primer Gran Mestre de la GLSE (1980-1987) fou Rafael Vilaplana Fuentes. Des del principi, el ritu maçònic oficial de la GLSE fou el Ritu Escocès Antic i Acceptat (REAA), tot i que anys més tard es va adoptar també el Ritu Francès. L'agost de 2018 es van incorporar dos ritus més: l'Antic i Primitiu de Memphis-Mizraím i el ritu d'Emulació, d'origen anglès.
Molt poc temps després, al 1983, la GLSE fou rebuda al Centre Enllaç i d'Informació de les Potències Maçòniques firmants de la Crida d'Estrasburg del 22 de gener de 1961; es CLIPSAS, la gran organització mundial de la Francmaçoneria lliberal. Les relacions internacionals més estretes es van mantindre des del principi amb el Gran Orient de França, la Federació belga del Dret Humà, el Gran Orient de Bèlgica i la Gran Lògia d'Itàlia. També amb el Grande Oriente Lusitano (GOL), de Portugal, des de 1986 fins avui.
Al 1990 s'acordà declarar la laïcitat com un dels valors centrals de la Gran Lògia Simbòlica Espanyola.

### L'admissió de dones
Un altre moment decisiu a la història de la GLSE arribà al 1992, durant el mandat del segon Gran Mestre, Roger Leveder Le Pottier. Ja al 1990 havia començat el debat sobre la “mixticitat”, és a dir, sobre l'admissió de dones. Aquest debat va concloure a l'Assamblea General del 27 de juny de 1992, celebrada a Barcelona, amb l'aprovació d'una decisiva reforma dels Reglaments de l'organització. La GLSE admet des de llavors germanes maçones com a membres de ple dret i en règim de total igualtat amb els seus germans varons. Fou el que llavors es va anomenar la “triple opció”. La primera dona que va ingressar a una Lògia de la GLSE fou Josefina Saló. S'inicià a la Lògia Justícia nº 7, de Barcelona, el 14 de novembre de 1992.
A l'any 2000, una dona (Ascensión Tejerina) fou escollida Gran Mestra per primera vegada. Al 2012 ho fou l'aragonesa Nieves Bayo. Ambdues van ser reescollides per a un segon mandat.